# Subboreál
Subboreál je geologické období holocénu, trvající mezi lety cca 1250–700 př. n. l. (někdy uváděno jako 1400–700 př. n. l.).

## Charakteristika
Období je charakteristické jako sušší období holocénu, mělo kolísavé podnebí. Ohlašovalo počátek horších klimatických podmínek. Archeologicky patří toto období do doby bronzové a také starší části doby halštatské. Osídlení dosahovalo největší rozlohy a pronikalo i do hor. V přírodě probíhalo odlesňování a pastva dobytka, probíhala tedy silná eroze půdy a tvorba údolních niv. V lesích se šířily buky a jedle.